# Yoshie Ueno
Yoshie Ueno (Asahikawa, 1 de julho de 1983) é uma judoca japonesa que conquistou a medalha de bronze na categoria até 63 kg dos Jogos Olímpicos de Londres 2012.